# П'юї
П'юї (фр. Puy) — середньовічні товариства французьких жонглерів та городян, створені для підтримки поезії (ді, шансон), театру (міракль, містерія), музики. Назва походить від містечка у провінції Овернь (XII ст.), звідки п'юї поширилися в інші міста.
Типове товариство присвячувалось Діві Марії. Членство регулювалося статутами, за якими вступники мали присягати. Вони регулювали обрання керівних посад у межах товариства та переваги, що дісталися членам. Члени могли бути священнослужителями або мирянами, чоловіками чи жінками, шляхетними чи буржуазними, міськими чи сільськими. Найдавніші товариства були організовані навколо паралітургійних святкувань днів Богородицьких свят, але ці святкування еволюціонували в поетичні змагання і, зрештою, змагання стали фокусом фестивалів.